# كونين
كونين هي بلدة لبنانية تقع في محافظة النبطية، قضاء بنت جبيل، وترتفع عن مستوى سطح البحر 720 إلى 800 متر.
تبلغ مساحة كونين 10 كم مربع ويبلغ عدد سكانها حوالي 7000 نسمة بين مقيم ومغترب في عدة دول مثل أستراليا وأمريكا وأوروبا يتألف مجلس بلديتها من 12 عضواً ومختار.

## وصلات خارجية
لمزيد من الإطلاع على أحوال هذه البلدة اللبنانية مراجعة
- موقع بلدة كونين
- موقع بلدة كونين1

## مصدر
- وزارة الداخلية اللبنانية نسخة محفوظة 20 أغسطس 2008 على موقع واي باك مشين.